# Glande inguinale
 (septembre 2019).
Si vous disposez d'ouvrages ou d'articles de référence ou si vous connaissez des sites web de qualité traitant du thème abordé ici, merci de compléter l'article en donnant les références utiles à sa vérifiabilité et en les liant à la section « Notes et références ».
Les glandes inguinales sont des glandes exocrines situées au niveau du pénis ou de la vulve de certains mammifères comme le lapin, la souris ou le rat. 
Chez le lapin, la sécrétion est de couleur brun-noir et dégage une forte odeur. Les glandes servent au marquage du territoire.